# Todd Reid
Pour les articles homonymes, voir Reid.
Todd Reid, né le 3 juin 1984 à Sydney et mort le 23 octobre 2018, est un joueur de tennis australien, professionnel entre 2002 et 2006.

## Carrière
Grand espoir du tennis australien, Todd Reid a remporté le tournoi de Wimbledon junior en 2002 en battant en finale Lamine Ouahab et a également disputé la finale de l'Open d'Australie en simple et en double, ainsi que celle de Roland-Garros en double. Ses meilleurs classements sont une 4e place en simple et 2e en double.
Il signe sa première victoire dans un tournoi ATP en 2003 au Queen's contre Nicolas Mahut. Il élimine ensuite Jan-Michael Gambill, puis bute sur Sébastien Grosjean. Il s'est particulièrement distingué au cours de la saison 2004 en atteignant tout d'abord les quarts de finale à Adélaïde après avoir largement battu Wayne Ferreira au premier tour (6-0, 6-1). Il enchaîne avec le tournoi de Sydney où il crée de nouveau la surprise en disposant du 12e joueur mondial, Nicolás Massú, puis de Félix Mantilla (23e). Enfin, à l'Open d'Australie, où il a obtenu une invitation grâce à sa victoire dans le tournoi pré-qualificatif, il accède au 3e tour après un combat de 5 sets contre Sargis Sargsian. Il atteint également le 3e tour au Masters de Miami grâce à un succès sur Martin Verkerk. Fin juillet, il signe sa plus belle victoire sur Gastón Gaudio, 9e, lors du Masters de Toronto. Sa carrière s'arrête nette en juin 2005 en raison d'une mononucléose. Il fait un bref retour début 2006 sur le circuit australien mais sans succès.
Il a participé à la World Team Cup en 2003 avec Mark Philippoussis, à la Coupe Davis en 2004 et à la Hopman Cup en 2006 avec Samantha Stosur, en remplacement de Wayne Arthurs.
Todd Reid compte à son palmarès six tournois, tous acquis en simple sur le circuit Future. Début 2004, il atteint la finale du Challenger de Nouméa.
Il joue ses derniers matches, en Futures en 2014. Il se suicide le 23 octobre 2018 à Melbourne. 

## Palmarès

### Titre en simple
Aucun

### Finale en simple
Aucune

### Titre en double
Aucun

### Finale en double
Aucune

## Parcours dans les tournois duGrand Chelem

### En simple
| Année | Open d'Australie | Open d'Australie | Internationaux de France | Internationaux de France | Wimbledon       | Wimbledon | US Open | US Open |
| ----- | ---------------- | ---------------- | ------------------------ | ------------------------ | --------------- | --------- | ------- | ------- |
| 2002  | 1er tour (1/64)  | N. Escudé        | —                        | —                        | —               | —         | —       | —       |
| 2003  | 1er tour (1/64)  | R. Krajicek      | —                        | —                        | —               | —         | —       | —       |
| 2004  | 3e tour (1/16)   | R. Federer       | 1er tour (1/64)          | G. García-López          | 1er tour (1/64) | V. Spadea | —       | —       |
| 2005  | 1er tour (1/64)  | K. Beck          | —                        | —                        | —               | —         | —       | —       |

N.B. : à droite du résultat se trouve le nom de l'ultime adversaire.

### En double
| Année | Open d'Australie           | Open d'Australie     | Internationaux de France | Internationaux de France | Wimbledon | Wimbledon | US Open | US Open |
| ----- | -------------------------- | -------------------- | ------------------------ | ------------------------ | --------- | --------- | ------- | ------- |
| 2003  | 2e tour (1/16) R. Henry    | M. Knowles D. Nestor | —                        | —                        | —         | —         | —       | —       |
| 2004  | 1er tour (1/32) A. Kennedy | M. Ančić F. López    | —                        | —                        | —         | —         | —       | —       |
| 2006  | 1er tour (1/32) S. Kadir   | I. Minář J. Vaněk    | —                        | —                        | —         | —         | —       | —       |

N.B. : le nom du ou de la partenaire se trouve sous le résultat ; le nom des ultimes adversaires se trouve à droite.

## Parcours dans lesMasters 1000
| Année | Indian Wells | Miami              | Monte-Carlo | Rome | Hambourg | Canada             | Cincinnati        | Madrid | Paris |
| ----- | ------------ | ------------------ | ----------- | ---- | -------- | ------------------ | ----------------- | ------ | ----- |
| 2004  | —            | 3e tour A. Calleri | —           | —    | —        | 2e tour J. Hernych | 1er tour F. López | —      | —     |

N.B. : sous le résultat se trouve le nom de l’ultime adversaire.